# 熊本市立若葉小学校
熊本市立若葉小学校（くまもとしりつ わかばしょうがっこう）は、熊本県熊本市東区若葉四丁目にある公立小学校。

## 沿革
- 1962年（昭和37年） - 熊本市立泉ヶ丘小学校より分離し、開校。

## 校訓
実践像
- あいさつ　はじまり　あとしまつ

## 校歌
- 作詞：野田初枝
- 作曲：梅沢信一

## 歴代校長
- 1962年（昭和37年） - 初代校長 福田 覚
- 1969年（昭和44年） - 第2代校長 古里 里一
- 1970年（昭和45年） - 第3代校長 阪本 鶴夫
- 1975年（昭和50年） - 第4代校長 片山 生志
- 1976年（昭和51年） - 第5代校長 水上 千歳
- 1979年（昭和54年） - 第6代校長 前川 信行
- 1980年（昭和55年） - 第7代校長 郡 保雄
- 1984年（昭和59年） - 第8代校長 宮田 正直
- 1986年（昭和61年） - 第9代校長 成松 一生

- 1989年（平成元年） - 第10代校長 管 秀隆
- 1990年（平成2年） - 第11代校長 金澤 伸三郎
- 1993年（平成5年） - 第12代校長 美作 明
- 1996年（平成8年） - 第13代校長 上村 正秋
- 1999年（平成11年） - 第14代校長 栗原 善一
- 2001年（平成13年） - 第15代校長 土屋 裕子
- 2004年（平成16年） - 第16代校長 池上 俊一
- 2006年（平成18年） - 第17代校長 古里 公二
- 2008年（平成20年） - 第18代校長 藤井 博

## クラブ活動
- 野球部
- サッカー部
- バスケット部
- バドミントン部

## 通学区域
卒業生は基本的に熊本市立東野中学校へ進学する。

## 学校周辺
- 熊本市電 健軍町電停
- 熊本若葉四郵便局

## アクセス

### 路線バス
若葉小学校前バス停
- 熊本都市バス
  - Y1-1・Y1-4 健軍長嶺線 若葉小学校前～健軍電停前～東町団地～日赤病院前～長嶺団地
  - K1-1 秋津健軍線 秋津小楠記念館前～若葉小学校前～動植物園前～県庁前～通町筋～桜町バスターミナル
- 九州産交バス
  - A1-1 池田健軍線 若葉小学校前～動植物園前～県庁前～通町筋～京町本丁～富尾団地

## 出身者
- 本田桂子
- 芥川保志
- 岩貞祐太